# Јован Контостефан
Јован Контостефан (на старогрчком: Ιωαννης Κοντοστεφανος Κομνηνος; на латинском: Јоханнес Контостефанус; † око 1166. године) члан династије Комнин, по мајци.
Био је син Паниперсеваста Стефана Контостефана (око 1107 – 1149) и принцезе Ане Комнин (* 1100), ћерке византијског цара Јована II Комнина (1087—1143) и царице Ирине Угарске (1088—1134).
Брат је Алексија († 1176), Андроника Контостефана († 1182) и Ирине. Био је сестрић царева Алексија Комнина (1106—1142) и Манојла I Комнина (1118—1180).
Јован Контостефан се оженио племенитом аристократкињом коју неки савремени истраживачи погрешно идентификују као Теодору Комнин, унуку цара Јована II Комнина, рођену у браку његове ћерке Марије са Јованом Рогеријем Даласином. Мало је вероватно, међутим, да се Јован оженио својом рођаком, пошто би тако блиско сродство између њих двоје било канонска препрека за брак.
Јован Контостефан је имао једног сина:
- Андроник Контостефан († 23. фебруар 1209), замонашио се са именом монах Антоније.